# Diaptomus rostripes
Diaptomus rostripes é uma espécie de crustáceo da família Diaptomidae.
É endémica da Alemanha.